# 80 Dywizja Strzelecka (ZSRR)
80 Dywizja Strzelecka (ros. 80-я стрелковая дивизия) – związek taktyczny (dywizja) Armii Czerwonej z okresu II wojny światowej.
W 1945 roku razem z 13 Dywizją Strzelecką i 314 Dywizją Strzelecką wchodziła w skład 43 Korpusu Strzeleckiego. W czasie walk na ziemiach polskich 80 DS dowodził płk Dmitrij Kuzmin. Dywizja uczestniczyła w ofensywie Armii Czerwonej rozpoczętej 12 stycznia 1945 roku, biorąc udział m.in. w przełamaniu niemieckich fortyfikacji Stellung a2, oraz w rejonie Krapkowic.

## Struktura organizacyjna
- 77 Pułk Strzelecki
- 153 Pułk Strzelecki
- 218 Pułk Strzelecki
- 88 Pułk Artylerii[5]